# Alysia Yeoh
Alysia Yeoh es un personaje ficticio creado por la escritora Gail Simone en su etapa como guionista de la serie regular de Batgirl, publicada por DC Comics. Es la mejor amiga de Barbara Gordon y una mujer transgénero. En el momento de su aparición debut, se destacó por ser la primera protagonista transgénero escrita en un contexto contemporáneo en un cómic mainstream. Alysia Yeoh fue también el primer personaje trans de DC Comics en casarse, en Batgirl #45.
El personaje iba a hacer su debut cinematográfico de acción real en la película del DC Extended Universe, Batgirl (2022), interpretada por Ivory Aquino, antes de que dicha película fuese cancelada.

## Biografía ficticia
Alysia fue presentada en el primer número de la serie Batgirl, cuando Barbara Gordon decide que es hora de mudarse de la casa de su padre. Barbara se muda con Alysia, gracias a un anuncio de un compañero de cuarto anunciado en "Greg's List".  Alysia, que es de ascendencia singapurense, se describe a sí misma como una activista. Alysia le explica a Barbara que pinta durante el día y trabaja como bartender por la noche, aunque su ambición es llegar a ser chef profesional algún día.  Aunque solo conoce a Barbara por un período muy breve de tiempo, muestra una personalidad muy extrovertida y es casi instantáneamente receptiva con su nueva compañera de cuarto.  Alysia se da cuenta de lo reservada que es Barbara a veces, por lo que no sigue insistiendo al respecto. Ella le dice a Barbara que está bien, porque sabe que todos tienen sus secretos.
Finalmente, Alysia conoce al hermano psicópata de Barbara, James, y comienzan a salir. Más tarde Alysia me regala un gato llamado Alaska, uno que Barbara más tarde se da cuenta de que se parece mucho al gato llamado Alaska que solía tener su familia.
Cuando Alysia regresa a casa un día, encuentra a Barbara parada sobre miembros inconscientes de la pandilla del Joker.  Barbara se disculpa, diciendo que no ha sido honesta con Alysia, y que debería ir a la policía y decirles que ha habido un allanamiento;  también le dice a ella que nunca volverá a ver a Barbara. En lugar de seguir el consejo de Barbara, Alysia llama a James. Él la recoge y la lleva a la iglesia donde el Joker está tratando de obligar a Batgirl a casarse con él.  Alysia es testigo de la acción desde fuera y se entera de lo loco que está realmente su novio James.
Poco después, Barbara regresa a casa y comparte gran parte de sus antecedentes personales con Alysia (hasta, pero sin incluir, su identidad como Batgirl).  Es en este momento que Alysia, después de haberlo intentado varias veces en los meses anteriores, finalmente comparte que es transgénero con Barbara.  Barbara responde con una simple pero seria declaración de amor y aceptación.
Más tarde, Alysia se une a un grupo de activistas ambientales, donde conoce Jo, y ambas se enamoran. Más tarde, Barbara se muda para comenzar su nueva vida y evitar que Alysia se preocupe por ella. A pesar de esto, ambas siguieron siendo cercanas, y Alysia invitó a Barbara como su dama de honor, a su boda con Jo.

## Otras versiones

### DC Comics Bombshells
En el universo de DC Comics Bombshells (que tiene lugar durante una versión histórica alternativa de la Segunda Guerra Mundial), Alysia es una bailarina del distrito Little Singapore de Gotham que es amiga de Kathy Duquesne.  Después de descubrir que Kathy y sus amigas son la Liga de Batgirls, es aceptada en el grupo y se une a ellas en sus aventuras.

## En otros medios

### Película
- Alysia Yeoh iba a aparecer en la ahora cancelada película Batgirl, del Universo extendido de DC, interpretada por Ivory Aquino.[3]

### Televisión
- Alysia aparece en el episodio de Harley Quinn "Getting Ice Dick, Don't Wait Up", con la voz de Rain Valdez.[13]